# Calia secundiflora
Espèce
Classification phylogénétique
Calia secundiflora, le haricot mescal, est une espèce de plantes à fleurs de la famille des Fabaceae. C'est un arbuste originaire d'Amérique du Nord : Mexique, Nouveau-Mexique et Texas.

## Description
Les feuilles sont petites, persistantes et d'aspect vernis.

Les fleurs de violet à bleu poussent en grappes.

Le fruit est une cosse contenant généralement trois ou quatre graines, en forme de haricot, de couleur rouge d'où parfois, son appellation de haricot rouge.

## Répartition
Il est implanté dans le sud-ouest des États-Unis et au Mexique.

## Propriété
Les graines contiennent un alcaloïde appelé cytisine. La cytisine provoque des nausées, des convulsions, des hallucinations voire la mort par arrêt respiratoire en cas de surdose.

## Utilisation
Il sert de plante ornementale.

### Usage traditionnel
L'usage traditionnel de Calia secundiflora aurait 6 000 ou 7 000 ans d'âge selon des traces archéologiques trouvées dans des grottes du Texas.
Cet usage consisterait en un ancien culte préhistorique dont le haricot mescal faisait partie et qui a survécu sous différents noms en fonction des tribus : danse Wichita, danse du daim, danse du sifflet, danse du haricot rouge, danse de la société du médicament rouge.
Selon l'expédition de Stephen Long en 1820, les Arapahos et les Iowa l'utilisaient  comme médicament et pour ses vertus hallucinogènes.
Les graines servent à favoriser la divination en produisant des visions lors de rites initiatiques et elles servent aussi de stimulant et émétique lors de cérémonies.
Le culte du haricot rouge a progressivement été remplacé par celui du peyotl sans doute car ce dernier est moins dangereux

## Synonyme
- Broussonetia secundiflora Ortega
- Sophora secundiflora (Ortega) Lag. ex DC. - Ce nom est encore accepté par certains auteurs.

## Note
1. ↑  Peter T. Furst (trad. de l'anglais), Introduction à la chair des dieux, Paris, Édition L'esprit frappeur, 2000, 28 p. (ISBN 2-84405-097-2)
2. 1 2 3 4  Richard Evans Schultes (trad. de l'anglais), Un panorama des hallucinogènes du nouveau monde, Paris, Édition L'esprit frappeur, 2000, 116 p. (ISBN 2-84405-098-0)